# Пиново
Пѝново (на гръцки: Πίνοβο) е планина в дем Мъглен (Алмопия), на границата на Гърция със Северна Македония.

## Описание
Пиново е голям планински комплекс в северната част на Мъглен. На запад се отделя от големия планински комплекс на Нидже (Ворас) с прохода Пуловец (1160 m), откъдето започват срещуположнотечащите реки Рожденска (към Северна Македония) и Порой (Козяк, Химарос, към Гърция), приток на Мъгленица. Пиново образува общ планински комплекс с разположената на изток-североизток Кожух (Дзена, Кожуф), от която Пиново е отделена с река Катарос - пирамида № 96 (1780 m) - Стара река. Нидже, Пиново и Кожух на географските карти често са обозначавани като една или две планини. Местните жители смятат Пиново и Кожух за отделни планини.
В подножието на Пиново са селата Тушин (Аетохори) и Тръстеник (Тириопетра).

## История
В планината се водят сражения между български и гръцки войски по време на Първата световна война.

## Геология, флора и фауна
Скалите на комплекса са вулканични и варовикови.
В Пиново доминират буковите и боровите гори, които достигат до 1800 метра надморска височина, от където вече преобладава алпийска растителност. Фауната в планината е богата – среща се кафява мечка, вълк, елен, както и редки хищни птици като скален орел, орел змияр, лешояд и други.
Планината е част от мрежата защитени зони от Натура 2000 (1240002) и е определена като орнитологично важно място (038). Девствена букова гора (33 декара) в горския комплекс Сборско (Певкото) - Долно Родиво (Като Корифи) е обявена за защитен природен паметник (F.E.K. 656D/1986).

## Туризъм
През 1999 година е открито голям маршрут за катерене по стръмния склон, разположен на юг-югоизток от върха, докато върху разпръснатите скали, които се намират малко по-ниско към Тушин (Аетохори), има по-малки маршрути за катерене.
Изкачването до върха може да стане от село Тушин (Аетохори, 660 m) за около 6 часа.
Европейската пътека за дълги разстояния E6, идваща от селата Бахово (Промахи, 400 m) и Църнешево (Гарефи, 200 m) преминава през южните склонове на Пиново или през селата Тръстеник (Тириопетра, 280 m) и Фущани (Фустани, 300 m) и продължава към Ошин (Архангелос, 820 m) - Люмница (Скра, 570 m).
| Име                                   | Име                                                  | Височина                  | Местоположение                                      |
| ------------------------------------- | ---------------------------------------------------- | ------------------------- | --------------------------------------------------- |
| Пиново, Дойдица, Дойдеща, Доздица     | Κορφούλα, Ντοΐντιτσα, Ντοΐντεστα, Πίνοβο, Ντόζντιτσα | 2150 m                    | ЗСЗ над Тушин (Аетохори)                            |
| Бела чука                             | Ασπροκορφές, Μπαλατσούκα                             | 1846 m                    | пирамида № 100                                      |
| Блатец                                | Μπλάτατς                                             | 1565 m                    |                                                     |
| Блатец                                | Καραούλι Μπλάτατς                                    | 1464 m                    | пирамида № 104                                      |
| Вена вода                             | Ασπροκορφή, Βένα Βόδα                                | 1432 m                    | С над Северяни (Ворино)                             |
| Висок рид                             | Βισόκ Ρίντ                                           | 2138 m                    | прамида № 97                                        |
| Витлогрико                            | Αγριοπλαγιά, Βιτλόγρικο                              | 1380 m                    | СЗ от Северяни (Ворино)                             |
| Голубец                               | Καραούλι Γκολούμπατς                                 | m                         | пирамида № 102                                      |
| Грото                                 | Πλαγιά, Γκρότο                                       | 1300 m                    | СЗ от Северяни (Ворино)                             |
| Деспот                                | Δεσπότης                                             | 1520 m                    | ССЗ от Северяни (Ворино)                            |
| Динга, Лясела                         | Σήκωμα, Ντίγκα, Λιασέλα                              | 1565 m                    | СЗ от Северяни (Ворино)                             |
| Дойдица                               | Πλαγιά, Ντοϊντίτσα                                   | 1800 m                    | ЗСЗ от Нъте (Нотия) и Ю от пирамида № 100           |
| Дудица                                | Ντούντιτσα                                           | 2050 m                    | пирамида № 98                                       |
| Калугер                               | Γυμνοκορφή, Γκολογκερές, Καλόγερος                   | 1837 m, колонка на 1798 m | С от Тушин (Аетохори)                               |
| Каранасо                              | Καρανάσος                                            | 1700 m                    | З от Нъте (Нотия) и Ю от пирамида № 100             |
| Касапица                              | Σφαγείο, Χασαπίτσα                                   | 1520 m                    | С от Северяни (Ворино) и СЗ от пирамида № 100       |
| Катофилков камен или Катофилски камен | Πέτρα Φιλίππου, Κατοφίλκο Κάμεν                      | 1733 m                    | С от Северяни (Ворино) и С от Сборско (Певкото)     |
| Козяк                                 | Γιδότοπος, Κόζακ                                     | 1560 m                    | ЮЗ от Нъте (Нотия)                                  |
| Кондорица                             | Κοντορίτσα                                           | 1502 m                    |                                                     |
| Коприва, Власов град                  | Κόπριβα, Βλάσοβ Γκραντ                               | 1636 m                    | пирамида № 103                                      |
| Куровица                              | Κουφάλα, Κουροβίτσα                                  | 1673 m                    | С от Северяни (Ворино) и ЮЗ от пирамида № 100       |
| Ликовина                              | Βότανα, Λυκοβίνα                                     | 1025 m                    | С от Северяни (Ворино) и на ЮЗ от Сборско (Певкото) |
| Паша                                  | Πασάς                                                | 1998 m                    | пирамида № 99                                       |
|                                       | Πετρωτή                                              | 1485 m                    | С от Северяни (Ворино)                              |
|                                       | Πύργος                                               | 1500 m                    |                                                     |
| Плаца                                 | Πλάτωμα, Πλάτσα                                      | 1360 m                    | С от Северяни (Ворино) и ЮИ от пирамида № 104       |
| Прашник                               | Καραούλι Πανάγου                                     | 1604 m, колонка на 1595 m | пирамида № 105                                      |
| Пуловец                               | Πούλοβετς                                            | 1240 m                    | СЗ от Северяни (Ворино)                             |
| Ронго                                 | Βούρλο, Ρόγκος                                       | 1170 m                    | СЗ от Северяни (Ворино) и на З от Сборско (Певкото) |
| Самар                                 | Σαμάρι                                               | 1526 m                    | ССЗ от Северяни (Ворино)                            |
| Страганица                            | Στραγκάνιτσα                                         | 1850 m                    |                                                     |
| Стронгили                             | Στρογγύλη                                            | 1272 m                    | СЗ от Северяни (Ворино)                             |
| Тръстеник                             | Κεραυνοκορφή, Τρέστενικ                              | 928 m                     | СЗ над Тръстеник (Тириопетра)                       |
| Туфката                               | Μύτη, Τούφκτα                                        | 2066 m                    | Ю от главния връх                                   |
| Ушите                                 | Αυτί, Ούσιτσε                                        | 1480 m, колонка на 1468 m | СЗ от Нъте (Нотия)                                  |
|                                       | Φιδόπετρα                                            | 1356 m                    | ССЗ от Северяни (Ворино)                            |
| Цървени земи                          | Κοκκινόχωμα, Τσερβένι Ζέμνι                          | 1760 m                    | И от главния връх                                   |
| Цървени земи                          | Κόκκινα Χώματα                                       | 1469 m                    | ССЗ от Северяни (Ворино)                            |